# Robert de Mauvoisin
Pour les articles homonymes, voir Mauvoisin.

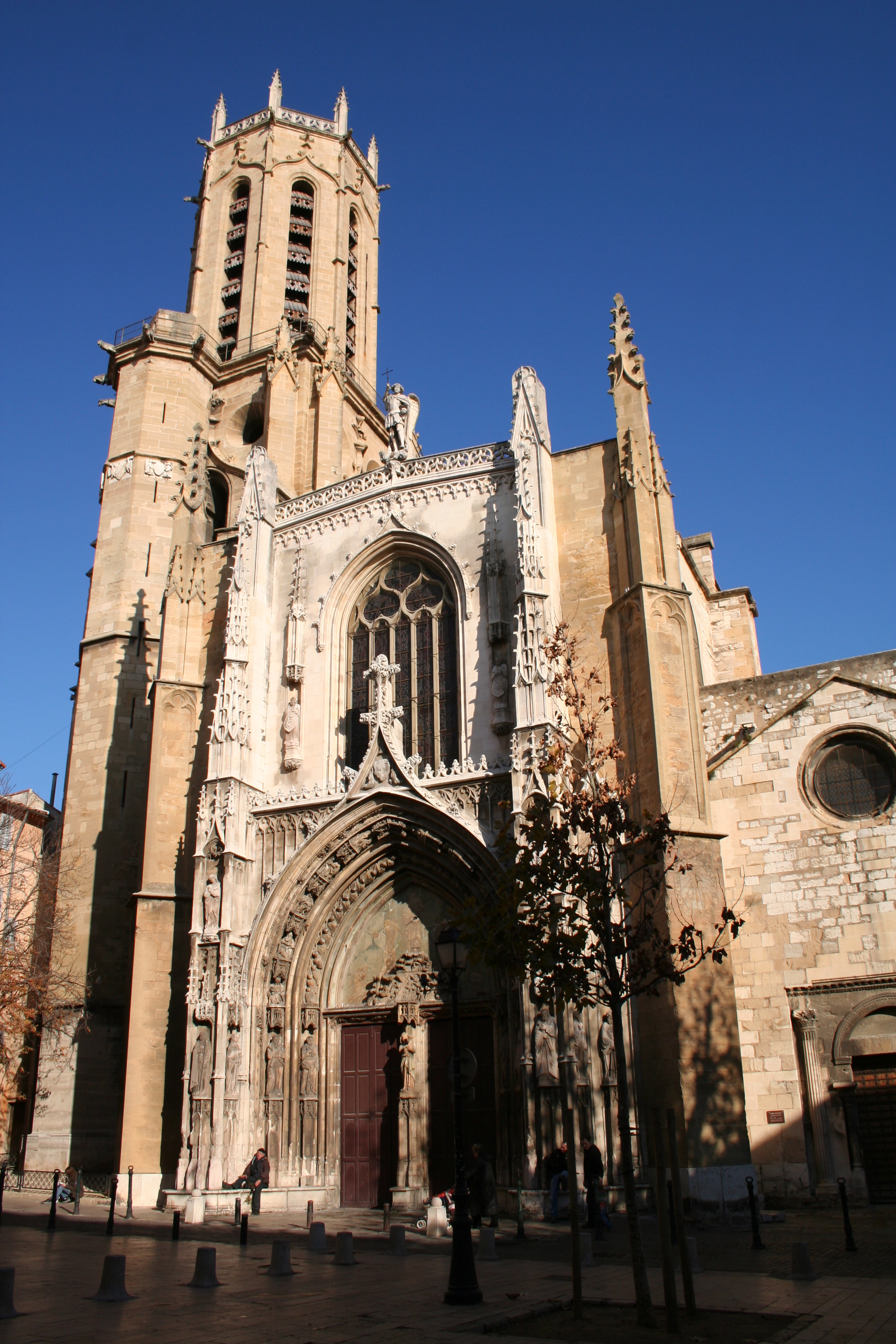
Cathédrale Saint-Sauveur.

Robert de Mauvoisin a été archevêque d'Aix-en-Provence de 1313 à 1318. En 1318, il est contraint de résigner ses fonctions à la cathédrale Saint-Sauveur à la suite d'un procès intenté contre lui sur ordre du pape Jean XXII.

## Jeunesse
Robert de Mauvoisin fit des études de théologie à l'université de Bologne, en Italie, vers 1300, comme l'attestent ses déclarations lors de son procès de 1317-1318.

## L'accusation et le procès de 1318
L'acte d'accusation est riche en éléments. On reproche à Robert de Mauvoisin, entre autres, « d'entretenir publiquement des concubines, de vendre les bénéfices et les sacrements, de trafiquer des interdits qu'il lançait contre les églises sur de légers motifs, de mépriser les censures qu'il avait encourues pour avoir frappé l'archidiacre de son chapitre et quelques chanoines, d'avoir traversé la ville d'Aix le Jeudi-Saint au son des instruments et précédé de danseurs, d'aimer passionnément la chasse, de mener avec lui, lorsqu'il faisait la visite de son diocèse, des chasseurs, des chiens, des oiseaux, au grand préjudice des habitants dont il dévastait les campagnes, de donner le sacrement de confirmation après-dîner ou le soir à la lumière hors de l'église, lorsqu'il revenait de la poursuite des bêtes fauves, d'avoir foulé le peuple dans ses visites pastorales et vomi des blasphèmes contre Dieu, la Vierge et les saints. »
Au total, ce sont quinze faits précis qui sont reprochés à l'archevêque. Le procès est mené par une commission pontificale. Le premier fait reprochés évoque ses années de formation à Bologne où il reconnaît avoir eu recours « aux sortilèges, à l'art de la magie (ars mathematica) et aux divinations ». Il affirme toutefois l'avoir fait de bonne foi en pensant que ces pratiques étaient licites et en affirmant qu'il ne croyait pas à l'astrologie et à ses pratiques dérivées.
Malgré les aveux de Mauvoisin, le procès se termina sans verdict. L'archevêque dut démissionner, ce qui permit à Jean XXII de confier son siège à un proche, Pierre des Prés.